# Arhopala zeta
Arhopala zeta är en fjärilsart som beskrevs av Moore 1877. Arhopala zeta ingår i släktet Arhopala och familjen juvelvingar. Inga underarter finns listade i Catalogue of Life.